# Косьмій
Косьмі́й — рідкісне українське прізвище польського походження завезене в село Світанок, ймовірно, польськими колоністами із Люблінського воєводства приблизно в 1650-1700 роках . Станом на початок 2025 року в Україні нараховується близько 150 носіїв прізвища Косьмій, які проживають в основному у селі Світанок та місті Івано-Франківську. Загалом в Україні приблизно з 1750 років по даний час прізвище Косьмій числилось близько за 400 носіями. Починаючи з початку 1900 років по даний час безліч українських Косьміїв мігрували в США, Чехію, Іспанію, Італію, Польщу та інші країни Європи.
Найвідоміші носії прізвища:
Косьмій Богдан Михайлович (1942-2013) - український письменник-гуморист, член Спілки журналістів України та Української асоціації письменників.
Косьмій Михайло Михайлович (нар. 1980) - перший проректор, професор кафедри архітектури та будівництва, доктор архітектури, кандидат юридичних наук Університету Короля Данила.
| \| \| українське прізвище \| | \| \| українське прізвище \| |
| ---------------------------- | --- |
| Жіноча форма                 | Косьмій |
| Суфікс                       | -ій (пошук) |
| Поширене                     | в Івано-Франківській області, з перевагою у місті Івано-Франківську, село Світанок – найщільніший осередок.                                                                      |
| Кількість носіїв             | близько 150 в Україні, станом на початок 2025 |
| Написання та викривлення     | |
| Транслітерація               | Kosmiy, Kosmii, Kosmy, Kosmij, Kosmj, Kos'miy, Kos'mii, Kos'my, Kos'mij, Kos'mj, Kośmiy, Kośmij, Kośmj, Kośmy, Kośmii, Kosmey, Kosmei, Kosmej, Kośmiej, Kośmiey, Косьмий, Космий |
| Пов'язані                    | Космій |
| Схожі                        | Кошмій, Кусьмій, Кусмій, Кузьмій, Кузмій, Кушмій, Кучмій |
|                              | українське прізвище |